# Josefov (Prága)

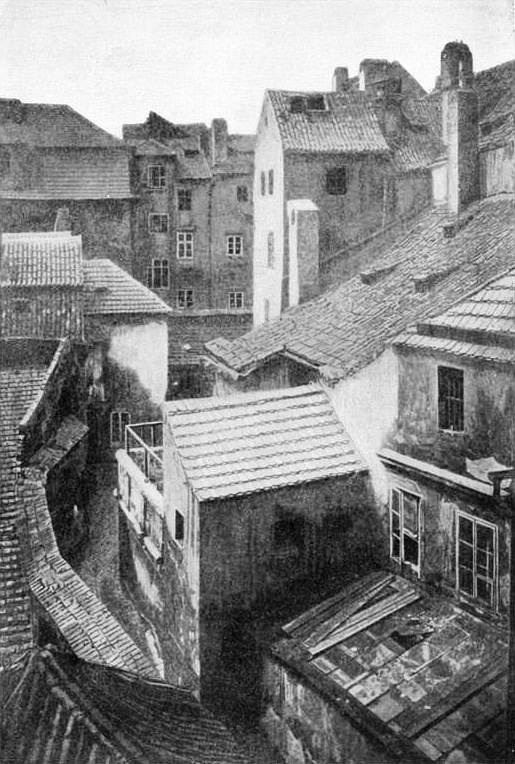
A gettó utcái az átépítés előtt

Josefov a prágai óvároshoz szorosan kapcsolódó, elsősorban zsidó gyökereiről ismert városrész az Óváros és a Moldva folyó között. A mindössze 9 hektár területű, 2000 lakosú negyed múltját zászlaja ma is kifejezi. A vörös alapon sárga Dávid-csillagot ábrázoló lobogót 1357-ben a német-római császárként IV. Károlyként ismert I. Károly cseh király adományozta a prágai zsidó közösségnek. A zászlóban szereplő jelkép zsidó közösséget reprezentáló használatát gyakran említik, mint első hasonló esetet a történelemben.

## Története
Az első zsidó telepesek már Prága kialakulásának kezdetén, a 10. század kezdetén megjelentek a későbbi főváros környékén. A feljegyzések szerint 1091-ben már két zsidó negyed volt Prágában — pontosabban, a városon mellett. A két település közvetlenül egymás mellett helyezkedett el, de külön önkormányzattal, külön kerítéssel, külön iskolával és zsinagógával. Nehéz helyzetben küzdöttek fennmaradásukért az ellenséges környezetben (Városkalauz).
A zsidók egy része nyugatról érkezett, más csoportjaik pedig a Bizánci Birodalomból. A két csoport eleinte egymáshoz közel, de külön települt le: a nyugati zsidók a későbbi Régi-új zsinagóga környékén, a bizánciak a Régi zsinagóga (Alte Schul) környékén – ennek helyén ma a Spanyol zsinagóga áll.
A keresztényeket itt is többször sikeresen bujtogatták a zsidók ellen: az első pogrom (1096) után a két közösség összeolvadt, és a mai Josefov területén kialakult az első, fallal körülvett gettó. A zsidók megítélése erősen hullámzott; a törvények egészen 1848-ig megkülönböztették őket az ország egyéb vallású lakosaitól. Miközben az Óváros lakossága polgárjogokat, maga a város pedig kiváltságokat kapott, a zsidókat sokáig kirekesztették a gazdaság meghatározó ágaiból és a politikából; körülkerített negyedeikből (a gettókból) kapukon járhattak át a keresztény városrészekbe.
1262-ben II. Ottokár Statuta Judaeorum rendeletében a prágai zsidóknak önkormányzati jogokat adott, továbbá területet temetkezési célra (ennek egy részét a 15. században eladásra jelölték ki), és hozzáláthattak egy zsinagóga (a Régi-új zsinagóga) építéséhez is.
Jogaikat a IV. Károly német-római császárként ismert I. Károly, III. Ferdinánd és II. Károly király (VI. Károly császár) is megújította, mindennek ellenére a prágaiak továbbra is rendszeresen gyújtogatással, kutak mérgezésével és rituális gyilkosságokkal vádolták a zsidókat. A legnagyobb pogrom 1389 húsvétján volt, amikor mintegy 3000 prágai zsidót mészároltak le. A 15. századtól a negyed falain kívül kialakított temetőjüket rendszeresen feldúlták, ezért akkortól a falakon belül temetkeztek; így alakult ki a városrész egyik mai nevezetessége, a Régi zsidó temető.
A 16. században megalázó megkülönböztetésként a zsidóknak sárga szégyenfoltot kellett viselniük ruhájukon; ekkortól nevezték a negyedet gettónak. A negyed fejlődése ennek ellenére töretlen volt, és a század végén érte el csúcspontját. Mordecháj Maisel polgármester pénzügyminiszter lett, aki pénzével és kapcsolataival segítette a városrész fejlődését.
Különösen súlyosan érintette a negyedet az 1689-es nagy tűzvész, amelyben gyakorlatilag leégett a teljes zsidóváros, valamint az Ó- és Újváros északi része.
II. József tiszteletére, aki türelmi rendeletében a zsidók helyzetét is rendezte; a hátrányos megkülönböztetések legtöbbjét eltörölte. A többi felekezetéve azonos polgárjogokat a zsidók hivatalosan az 1848-as forradalmak hatására kapták meg (Városkalauz). 1850-ben a negyedet közigazgatásilag is Prága részévé tették; egyúttal az addigi Zsidóváros (Židovské město) nevét települést II. József emlékére Josefovra változtatták. 1893 és 1913 között főleg egészségügyi megfontolásokból a túlzsúfolt, jórészt komfort nélküli házakból álló negyed nagy részét lerombolták és párizsi mintára újraépítették. Ennek emlékét őrzi nevében a Párizsi utca (Pařížská u.), Prága egyik legelegánsabb utcája. Az egykori városból mára mindössze a régi városháza, hat zsinagóga és a temető maradt meg: elhinni is nehéz, hogy egykor 180 000 ember élt itt.
A második világháború alatt a náci megszállók a területen egyfajta kiállítást szerettek volna berendezni, „egy kihalt faj egzotikus múzeumát”, ahol az Európa egészéből összerabolt zsidó ereklyéket mutatták volna be. A prágai zsidó közösség szinte teljes egészében elpusztult a megszállás eredményeként: ma mindössze 2000 zsidó él Prágában.
A megmaradt zsidó emlékeket az Állami Zsidó Múzeum tartja fenn; többségükben a prágai zsidóság múltját és életmódját ismertető kiállításokat rendeztek be. Az egyetlen kivétel a Régi-új zsinagóga, ami a prágai zsidó közösség tulajdona maradt, és jelenleg is használják (következésképpen oda külön kell jegyet venni, míg a múzeum kiállításait közös jeggyel tekinthetjük meg).

## Nevezetességek
- Franz Kafka szülőháza;
- Régi-új zsinagóga,
- A Prágai Zsidó Múzeum (Židovské Muzeum v Praze) részei:

Maisel-zsinagóga,
Pinkász-zsinagóga,
Klausz-zsinagóga,
Spanyol zsinagóga,
Régi zsidó temető;
Robert Guttman-galéria
- Magas zsinagóga,
- Zsidó Tanácsháza,
- Iparművészeti Múzeum (UPM);
- Szent Ágnes-kolostor
- Szentlélek-templom;
- Szent Simon és Júdás-templom;
- Szent Castullus-templom.
- Čech híd (Čechův most)

### Látogatása
2022-ben a legtöbb műemlékbe 200 Kč-s vagy drágább jeggyel juthatunk be, de 500 Kč-s tömbjeggyel minden, a  Prágai Zsidó Múzeum kezelésében lévő műemléket megnézhetünk.

## Híres szülöttei, lakói
- Avigdor Kara (–1439) rabbi, költő,
- Júda Löw ben Becalél (1512–1609) rabbi, a legendák szerint a Gólem megalkotója
- David Gans (1541–1613) csillagász és krónikaíró,
- Josef del Medigo (1591–1655) bölcselő és utazó (Városkalauz).
- Franz Kafka (1883 – 1924) író
- Mordecháj Maisel (1528 – 1601) bankár, mecénás